# Graddag
En graddag, også kaldet et graddøgn, er et udtryk for en forskel på 1 °C mellem den indendørs og den udendørs døgnmiddeltemperatur. Et døgns graddagetal udregnes typisk som forskellen mellem 17°C og den udvendige døgnmiddeltemperatur. De enkelte døgns graddagetal summeres til uge-, måneds-, års- og sæsonværdier. Antallet af graddage for en given periode kan anvendes som et simpelt mål for den kuldepåvirkning en bygning udsættes for i denne periode. Begrebet finder derfor anvendelse i beregningen af en bygnings energiforbrug.
Er der eksempelvis 10°C udenfor og man ønsker at opvarme sin bygning eller bolig til 20°C, så har man et behov på 7 graddage den pågældende dag, da man fraregner 3 grader pga. ekstern opvarmning, blandt andet lamper. Ønsker man derimod at varme huset op til 22°C i den samme uge er der behov for 63 graddage ((22-3)-10)*7.
Månedlige og årlige graddagetal beregnes ved at summere de enkelte dages graddagetal.
DMI beregner og offentliggør graddage baseret på deres temperaturmålinger flere steder i Danmark.

## Hvorfor graddage
Forståelse af graddagebegrebet er en nødvendig forudsætning ved fx projektering af byggeri i forbindelse med beregning af bygningers varmebehov og ventilation.
Graddage benyttes ved varmebalanceberegninger for at skabe en gunstig udformning af indeklima kvalitet og beregne energiforbrug samt varmeanlæg og driftsomkostninger.
Graddageberegninger benyttes også ved sammenligning af en bygnings varmeforbrug over flere perioder. 
Her bruger man ofte et fælles udgangspunkt – kaldet et ”normalår” – som referencepunkt, hvor de enkelte perioders varmeforbrug bliver sammenlignet op imod.
Til disse beregninger er der behov for et beregningsgrundlag, som er de klimadata der måles og opsamles af bl.a. DMI og DTI.
I graddagesammenhæng er det primært lufttemperaturen, der har betydning, men det kan også være målinger af vind og solskin. Disse udeklimadata skal afspejle det danske vejrs naturlige sammenhæng mellem vejrparametrene og deres variation gennem døgnet dag for dag og i årets løb.

## Hvad er graddage
Graddage er et udtryk for den kuldepåvirkning en bygning udsættes for og angiver populært sagt, hvor kold en given periode har været. Jo flere graddage, der har været i en periode, des koldere har den givne periode været. Graddage er en værdi, der som rent tal viser, hvor kold en periode har været og anvendes derfor til at beregne, hvor meget energi, der bruges til rumopvarmning.
Ved dimensionering af en bygnings varmebehov benyttes en dimensionerende indetemperatur på 20 °C. Hertil er der et antaget udnyttet varmetilskud på 3 °K, hvilket giver bygningen en nødvendig opvarmning svarende til 17 °C der kan hensættes til varmeanlægget.
Dette er så den korrigerede middeltemperatur ti,korr, som bygningen indvendigt skal kunne opvarmes til og forventes bliver opvarmet til (ved en dimensionerende udetemperatur på  -12 °C ifølge Dansk Standard). Hvis ikke andet angives, så regnes der almindeligvis altid med graddage fra 17 °C og derunder.
Graddage er produktet af den forskel der er mellem (den korrigerede indetemperatur – kaldet ”basistemperaturen” – og middeludetemperaturen) multipliceret med den periode der er tale om: 
GD=(basistemperatur-middeludetemperatur)×(1døgn) [K×døgn]
[1 K×døgn]=[24 K×timer]

### Eksempel på graddageberegning
Hvis der i et døgn har været en gennemsnitlig udetemperatur på -2,2 °C (tu,mid) og vi regner graddage fra 17 °C (ti,korr), så  har der været 19,2 graddage i det pågældende døgn:
GD = (17-(-2,2)°C)×(1 døgn) = 19,2 [K×døgn]
Opsummeres graddage døgn for døgn over et kalenderår, fås det samlede graddagetal for det pågældende kalenderår. Summen af graddage er således et udtryk for kalenderårets behov for opvarmning. Hvis der for hele året er en middeludetemperatur på 7,8 °C vil der for året være følgende graddage:
GD = (17-7,8°C)×(365 døgn) = 3358 [K×døgn]